# Khvājeh Marjān
Khvājeh Marjān (persiska: خواجه مرجان) är en ort i Iran.   Den ligger i provinsen Östazarbaijan, i den nordvästra delen av landet, 500 km nordväst om huvudstaden Teheran. Khvājeh Marjān ligger 1 473 meter över havet och antalet invånare är 631.
Terrängen runt Khvājeh Marjān är kuperad åt nordost, men åt sydväst är den platt. Terrängen runt Khvājeh Marjān sluttar söderut.Runt Khvājeh Marjān är det tätbefolkat, med 459 invånare per kvadratkilometer. Närmaste större samhälle är Soofian, 11,3 km nordväst om Khvājeh Marjān. Trakten runt Khvājeh Marjān består i huvudsak av gräsmarker.